# Dominicas Esclavas del Señor
La Congregación de Hermanas Dominicas Esclavas del Señor (oficialmente en italiano: Istituto delle Suore Domenicane Ancelle del Signore) es una congregación religiosa católica femenina, de vida apostólica y de derecho pontificio, fundado en 1954, en Popiglio (Italia). A las religiosas de este instituto se les conoce como Dominicas Esclavas del Señor y posponen a sus nombres las siglas O.P.

## Historia
La congregación tiene su origen en el monasterio de monjas dominicas fundado en la localidad de Popiglio, en la provincia de Pistoia (Italia), en 1531. En 1735 el monasterio fue transformado en conservatorio para poder abrirse al apostolado educativo, con la intervención del gran duque Pietro Leopoldo de Toscana.
El instituto recibió la aprobación diocesana en 1954 de parte del obispo Mario Longo Dorni, de la diócesis de Pistoia. El papa Juan XXIII la elevó al rango de congregación religiosa de derecho pontificio, mediante decretum laudis del 29 de junio de 1959.

## Organización
La Congregación de Hermanas Dominicas Esclavas del Señor es una congregación religiosa internacional, de derecho pontificio y centralizada, cuyo gobierno es ejercido por una priora general, hace parte de la Familia dominica y su sede central se encuentra en Roma (Italia).
Las Dominicas Esclavas del Señor se dedican a la educación e instrucción cristiana de la juventud, en sus propios institutos de enseñanza primaria y media. En 2017, el instituto contaba con 46 religiosas y 9 comunidades, presentes en Argentina, Bolivia e Italia.